# Arrondissement Boulogne-Billancourt
Boulogne-Billancourt is een arrondissement van het Franse departement Hauts-de-Seine in de regio Île-de-France. De onderprefectuur is Boulogne-Billancourt.

## Kantons
Het arrondissement was tot 2014 samengesteld uit de volgende kantons:
- Kanton Boulogne-Billancourt-Nord-Est
- Kanton Boulogne-Billancourt-Nord-Ouest
- Kanton Boulogne-Billancourt-Sud
- Kanton Chaville
- Kanton Issy-les-Moulineaux-Est
- Kanton Issy-les-Moulineaux-Ouest
- Kanton Meudon
- Kanton Saint-Cloud
- Kanton Sèvres

Na de herindeling van de kantons bij decreet van 24 februari 2014, met uitwerking in maart 2015 omvat het arrondissement volgende kantons:
- Kanton Boulogne-Billancourt-1
- Kanton Boulogne-Billancourt-2
- Kanton Issy-les-Moulineaux
- Kanton Meudon
- Kanton Saint-Cloud